# Voilure supercritique
Pour les articles homonymes, voir Supercritique.

La voilure supercritique (en bas), maintient un nombre de Mach plus faible sur sa surface supérieure qu'une voilure conventionnelle (en haut) ce qui induit une moindre onde de choc.

Une voilure supercritique est en aéronautique un profil d'aile dont la vitesse critique est plus grande que pour une voilure conventionnelle. La vitesse critique de l'avion est celle qui provoque localement un écoulement supersonique de l'air sur la partie supérieure de l'aile et induit une trainée d'onde.
Le Mach critique est celui où, l'avion étant à une vitesse inférieure à celle du son, l'écoulement commence à devenir supersonique sur une partie du profil. Le régime d'écoulement est alors transsonique.

## Histoire
Grâce à la mise au point des réacteurs dans les années 1950, les avions purent atteindre de grandes vitesses. Ils furent confrontés aux phénomènes liés à la compressibilité de l'air. Celle-ci engendre la formation d'ondes de choc, induit une variation de la portance et augmente fortement la traînée : c'est le mur du son. 
La vitesse des avions de ligne — de l'ordre de Mach 0,8 — est relativement proche de la vitesse du son (Mach 1). Les filets d'air subissent une accélération autour des profils, en particulier sur l'extrados de l'aile. Cette accélération donne naissance, sur les profils classiques, à des zones où la vitesse d'écoulement est localement supersonique (Mach supérieur à 1). Cette zone d'écoulement supersonique génère une onde de choc qui s'accompagne d'une importante dégradation des performances de l'avion. 
Les premières réponses furent apportées après la Seconde Guerre mondiale. Ces solutions incluaient des profils d'ailes plus fins dont l'épaisseur relative était inférieure à 12 %, un recul de l'épaisseur de l'aile et des ailes en flèche arrière. Ces solutions avaient leurs inconvénients. Le mach critique se situait vers 0,75 limitant d'autant la vitesse de croisière. La portance maximale était basse, et les ailes faiblement rigides en torsion nécessitaient des renforcements qui les alourdissaient.
En 1962, des travaux du National Physical Laboratory en Angleterre portèrent sur une nouvelle approche nommée profils Peaky. Sur ces profils, l'extrados est plus plat, le pic de pression négative est ramené vers l'avant, la phase de re-compression est beaucoup moins brutale. Un tel profil permet une augmentation de vitesse d'environ 0,04 mach. L’Airbus A300 utilise un tel profil d'aile.
En parallèle, une autre approche, les voilures supercritiques, fut explorée par les travaux de Richard Whitcomb à la NASA dans les années 1960 avant d'être testés sur le Vought F-8 Crusader. La courbe moyenne du profil présente une double courbure ; le pic de dépression extrados est supprimé, la zone supercritique est répartie sur une plus grande longueur, la partie arrière du profil porte davantage. Sur les profils supercritiques, le nombre de Mach local maximal à l'extrados est atteint rapidement, et reste sensiblement stationnaire lorsque le Mach général augmente. L'intensité du choc de recompression — à l'arrière de l'onde de choc la vitesse redevient subsonique — reste ainsi limitée. Ceci permet une nouvelle augmentation de la vitesse de 0,04 Mach. À traînée égale, l'avion peut voler plus vite. Enfin, à vitesse équivalente le profil peut être plus épais et l'aile plus rigide. L'aile peut avoir une plus grande envergure et un volume plus important pour les réservoirs. Si l'on reste vers Mach 0,85, la flèche de l'aile peut être réduite, ce qui diminue la traînée induite et diminue la consommation. L'augmentation de l'envergure de l'aile, du volume des réservoirs et leurs corollaires, l'augmentation de la portance, de la masse maximale au décollage et de l'autonomie constituent un avantage décisif.
Le Dassault Falcon 50 fut le premier avion civil à être équipé d'une voilure supercritique. Les effets étant : augmentation de la vitesse de croisière, économie de carburant, augmentation de la capacité des réservoirs.
Selon la forte volonté de la Lufthansa, Airbus adopta cette voilure pour son A310 et pour les appareils suivants. En dépit de l'avis défavorable de Boeing, cet appareil eut le vent en poupe. Désormais, les voilures classiques sont remplacées par les voilures supercritiques. 
Le profil des ailes qui équipent les avions de ligne modernes (famille Dassault, Airbus…) est supercritique.

## Caractéristiques
Ce type de profil, en plus de ces avantages aérodynamiques, permet donc de disposer d'une épaisseur relative plus importante, permettant d'accroître la capacité en carburant dans la voilure.
La forme du profil supercritique est caractérisée par une ligne moyenne à double courbure, inversée dans la partie avant (concavité vers le haut) ; un extrados aplati ; un intrados « creusé » dans sa partie arrière (changement de concavité).